# Polaris (àlbum)
Polaris és el dotzè àlbum d’estudi de la banda finlandesa de power metal Stratovarius, llençat al mercat el 15 de maig de 2009. És el primer àlbum de Stratovarius en el que participen el baixista Lauri Porra i el guitarrista Matias Kupiainen, després de la sortida de la banda de l'ex-baixista Jari Kainulainen el 2005 i de l'ex guitarrista Timo Tolkki el 2008.
Timo Kotipelto, que en el moment del llançament de Polaris havia estat el membre més longeu de Stratovarius entre els membres que conformaven la banda en aquell moment (des de 1994), va considerar Polaris "l'àlbum que va salvar la banda" i va afirmar que sense aquest, Stratovarius ja no existiria. Polaris també és l'àlbum de la banda que compta amb un major lapse de temps respecte el seu àlbum predecessor, Stratovarius, editat el 2005. El 2006, Stratovarius havia enregistrat una demo del que seria el seu proper àlbum anomenat Revolution Renaissance, i fins i tot, la banda va arribar una de les cançons de Revolution Renaissance en directe a l'agost del 2007 ("Last Night on Earth") i que segons Kotipelto estava previst que la versió completa i final del disc veiés la llum el 2008. No obstant això, arran de la marxa de Timo Tolkki de la banda, les cançons d'aquest àlbum es van tornar a gravar i es van publicar el 2008 dins de l'àlbum New Era, el primer disc de la nova banda de Tolkki, Revolution Renaissance, que va adquirir el nom anterior de l'àlbum.
Polaris va aconseguir el número 2 a la llista d’àlbums finlandesos, a més d’arribar als 70 primers llocs de cinc països més. "Deep Unknown" es va llançar com a single, i va assolir el número 20 de la llista de vendes de singles de Finlàndia. En la seva primera setmana al mercat, l'àlbum va vendre al voltant de 800 còpies als Estats Units

## Llistat de pista
| Núm.          | Títol                              | Lletra         | Música               | Durada |
| ------------- | ---------------------------------- | -------------- | -------------------- | ------ |
| 1.            | «Deep Unknown»                     | Timo Kotipelto | Matias Kupiainen     | 4:28   |
| 2.            | «Falling Star»                     | Lauri Porra    | Porra                | 4:33   |
| 3.            | «King of Nothing»                  | Jens Johansson | Johansson            | 6:43   |
| 4.            | «Blind»                            | Johansson      | Johansson            | 5:28   |
| 5.            | «Winter Skies»                     | Johansson      | Johansson            | 5:50   |
| 6.            | «Forever Is Today»                 | Porra          | Porra                | 4:40   |
| 7.            | «Higher We Go»                     | Kotipelto      | Kotipelto, Kupiainen | 3:47   |
| 8.            | «Somehow Precious»                 | Kotipelto      | Kotipelto, Kupiainen | 5:37   |
| 9.            | «Emancipation Suite Part I: Dusk»  | Porra          | Porra                | 6:57   |
| 10.           | «Emancipation Suite Part II: Dawn» | Porra          | Porra                | 3:40   |
| 11.           | «When Mountains Fall»              | Porra          | Porra                | 3:12   |
| Durada total: | Durada total:                      | Durada total:  | Durada total:        | 54:55  |

| 12. | «Deep Unknown (Mikko Raita Vinyl Mix)» | Kotipelto | Kupiainen | 4:46 |

| 1.  | «Deep Unknown»                     | Kotipelto, Kupiainen | 4:28 |
| 2.  | «Falling Star»                     | Porra                | 4:33 |
| 3.  | «King of Nothing»                  | Johansson            | 6:43 |
| 4.  | «Second Sight»                     | Kotipelto, Kupiainen | 4:25 |
| 5.  | «Blind»                            | Johansson            | 5:28 |
| 6.  | «Winter Skies»                     | Johansson            | 5:50 |
| 7.  | «Forever Is Today»                 | Porra                | 4:40 |
| 8.  | «Higher We Go»                     | Kotipelto, Kupiainen | 3:47 |
| 9.  | «Somehow Precious»                 | Kotipelto, Kupiainen | 5:37 |
| 10. | «Emancipation Suite Part I: Dusk»  | Porra                | 6:57 |
| 11. | «Emancipation Suite Part II: Dawn» | Porra                | 3:40 |
| 12. | «When Mountains Fall»              | Porra                | 3:12 |

## Crèdits
- Timo Kotipelto – Veu principal, veus de suport, producció
- Matias Kupiainen – Guitarra, veus de suport, enginyer de so (vocals, guitarra, baix), producció
- Jens Johansson – teclats, veus de suport, enginyer de so, producció
- Jörg Michael – bateria, producció
- Lauri Porra – Baix elèctric, fons vocals, producció

- Seppo Rautasuo – Secció de corda (pista 11)
- Heikki Hämäläinen – Secció de corda (pista 11)
- Heikki Vehmanen – Secció de corda (pista 11)
- Kari Lindstedt – Secció de corda (pista 11)
- Perttu Vänskä – Arranjament de la secció de corda (pistes 1, 8), programació de la secció de corda(pistes 1, 8), enginyer de so (guitarra acústica; pista 11)
- Pessi Levanto – Arranjament de la secció de corda (pista 11)
- Alexi Parviainen – veus de suport
- Marko Waara – veus de suport
- Tipe Johnson – veus de suport
- Tony Kakko – veus de suport
- Tommi Vainikainen – Enginyer de so (cordes; pista 11)
- Mikko Karmila – mescla
- Mikko Raita – mescla (pista 11)
- Svante Forsbäck – masterització

## Llistes de vendes

### Àlbum
| Any  | Gràfic                                        | Posició |
| ---- | --------------------------------------------- | ------- |
| 2009 | Llista de vendes d'àlbums de Finlàndia        | 2       |
| 2009 | Llista de vendes d'àlbums d'Itàlia            | 47      |
| 2009 | Llista de vendes d'àlbums d'Alemanya          | 55      |
| 2009 | Llista de vendes d'àlbums de Suïssa           | 57      |
| 2009 | Llista <i id="mwrw">Billboard</i> Heatseekers | 57      |
| 2009 | Llista de vendes d'àlbums de França           | 62      |

### Singles
| Any  | Títol         | Gràfic                                   | Posició |
| ---- | ------------- | ---------------------------------------- | ------- |
| 2009 | "Deep Unkown" | Llista de vendes de singles de Finlàndia | 20      |